# Phare de Cape Elizabeth
Le phare de Cape Elizabeth (en anglais : Cape Elizabeth Light ou Two Lights) est un phare actif situé à Cape Elizabeth, à l'entrée sud-ouest de Casco Bay dans le Comté de Cumberland (État du Maine). Seule la tour orientale des deux qui composait le phare jusqu'en 1924 est active. La tour ouest est désactivée, mais elle est toujours debout et appartient à des intérêts privés.
Il est inscrit au Registre national des lieux historiques depuis le 27 décembre 1974 .

## Histoire
La région est connue sous le nom de Two Lights en raison de l'histoire de la station. La station de signalisation a été construite en 1828 sous la forme de deux tours en pierres de taille séparées de 270 m. Des sifflets d' avertissement à vapeur ont été installés dans les tours jumelles en 1869, les premiers utilisés en Amérique du Nord. En 1874, les deux structures ont été remplacées par des tours coniques en fonte, mesurant chacune 20 m de hauteur. Malgré ses doubles balises, Cape Elizabeth a été témoin de nombreux naufrages. En janvier 1885, lors d'une violente tempête de neige, le gardien Marcus A. Hanna procéda à un sauvetage audacieux de deux marins de la goélette Australia, qui s'était échouée sur le rivage voisin.
L’utilisation de plusieurs lumières sur ce site a été arrêtée en 1924. Le phare ouest a été retiré du service et finalement vendue en 1971 à l’acteur retraité Gary Merrill, qui avait déjà été marié à Bette Davis. Il a revendu la propriété en 1983. La tour orientale reste en service et est souvent utilisée comme motif pour les artistes. L'artiste Edward Hopper a peint plusieurs vues de Two Lights : La Colline au phare en 1927 et The Lighthouse at Two Lights en 1929.
En 1855, une lentille de Fresnel est installée et en 1869, un sifflet à vapeur géant est installé pour être utilisé par temps brumeux. Une sirène de brouillard a remplacé le sifflet de la locomotive. La station est adjacente au Two Lights State Park (en), une installation publique de 17 hectares qui permet de voir le phare, mais pas d'y accéder.

### Naufrage du Australia
L'un des épisodes les plus palpitants de l'histoire du phare s'est produit le 28 janvier 1885, lorsque le gardien Marcus A. Hanna a sauvé deux membres de l'équipage de la goélette qui s'était échouée sur le rivage proche de la station de signalisation de brouillard. Les deux hommes avaient pris place sur le gréement et étaient recouverts de glace, incapables de bouger. Le commandant de bord s'est noyé alors qu'une énorme vague submergeait le pont. Le gardien, attachant un lourd poids de fer au bout d'une corde, tenta maintes et maintes fois d'approcher les hommes. Soudain, une vague imposante heurta la goélette et la fracassa contre les rochers, la mettant à meilleure portée.
Le gardien lança de nouveau sa corde et la regarda atterrir sur la goélette. Un des marins a réussi à l'atteindre et l'a noué autour de la taille. Puis il a sauté dans la mer et le gardien, avec beaucoup d’efforts, l’a tiré par-dessus le rebord rocheux. Le gardien renvoie la corde une seconde fois et finit par atteindre le deuxième matelot qui l'enroule autour de son corps glacé et saute dans l'océan. Le gardien, trop épuisé pour tenter de tirer le deuxième homme à terre, eut l'aide de son assistant et de deux voisins, qui ont aidé à sauver l'homme en toute sécurité.

## Description
Le phare  est une tour cylindrique en fonte, avec une galerie et une lanterne de 20 m de haut. La tour est peinte en blanc et la lanterne est noire. Il émet, à une hauteur focale de 39,5 m, un éclat blanc de 3 secondes par période de 4 secondes, jour et nuit. Sa portée est de 15 milles nautiques (environ 28 km).
Il est aussi équipé d'une corne de brume émettant deux blasts par période de 60 secondes.

## Caractéristiques dufeu maritime
Fréquence : 15 secondes (WWWW)
- Lumière : 0.3 seconde (3)
- Obscurité : 2.2 secondes (3)
- Lumière : 0.3 seconde (1)
- Obscurité : 7.2 secondes (1)

Identifiant : ARLHS : USA-113 ; USCG : 1-0060 - Amirauté : J0208 .
|            |
| La station |

|          |
| Le phare |